# Ersinger Frühzwetsche
Ersinger Frühzwetsche es una variedad cultivar de ciruelo (Prunus domestica), de las denominadas ciruelas europeas.
Una variedad de ciruela originada como plántula casual, y conocida desde 1896 en Ersingen, cerca de Pforzheim, en Baden-Württemberg (Alemania).
'Ersinger Frühzwetsche' pertenece al grupo de ciruelas alemanas antiguas de la herencia. De tamaño medio a grande de forma ovalados alargados;epidermis tiene una piel púrpura rojizo a negro azulado, recubierta de ligera pruina, fina, azulada, perfumada y decorada con pequeños puntos de "ruginoso"-"russetting" recubierta de ligera pruina, y pulpa de color amarillo verdoso, textura es suave y muy jugoso. Tolera la zona de rusticidad delimitada por el departamento USDA, de nivel 5.

## Sinonimia
- "Ersinger Fruhzwetsche",
- "Quetsche Précoce",
- "Weißentaler Frühzwetsche",
- "Eisentaler Frühzwetsche",
- "Goldquelle".[2]

## Historia
'Ersinger Frühzwetsche', es una plántula casual que procede de Ersingen, cerca de Pforzheim, en Baden-Württemberg. Se mostró por primera vez en 1896 en una exposición de frutas en Baden-Baden. Después de eso, rápidamente se hizo popular, especialmente en zonas frutícolas templadas, pero ahora también se cultiva fuera de estas zonas. Es una de las variedades de ciruelas tradicionales más comunes en la actualidad, ciruela del tipo ciruela pasa alemana ("quetsche"/"zwetsche") con pulpa firme pero maduración más temprana, muy utilizada en las elaboraciones de culinarias.
'Ersinger Frühzwetsche' está cultivada en diversos bancos de germoplasma de cultivos vivos, tales como en National Fruit Collection (Colección Nacional de Fruta) de Reino Unido con el número de accesión: 1948-787 y Nombre Accesión : Ersinger Fruhzwetsche. Fue introducida en el "Probatorio Nacional de Fruta" para evaluar sus características en 1948, procedente del Centro de investigación, "Pont-de-la-Maye", Francia.

## Características
'Ersinger Frühzwetsche' árbol que crece con fuerza cuando es joven y forma ramas principales verticales a partir de las cuales se forma una pequeña copa piramidal. Está ramificado con madera frutal horizontal, parcialmente colgante; aunque suelen clasificarse como autofértiles o autofructíferos, con una ligera alternancia, los árboles producirán las mejores cosechas cuando se hayan plantado ciruelos polinizadores adicionales, son adecuados 'Bühler Frühzwetsche', 'Cacaks Fruchtbare', y 'Hanita'. Flor de color blanco a amarillo parcialmente, que tiene un tiempo de floración que comienza a partir del 14 de abril con el 10% de floración, para el 17 de abril tiene una floración completa (80%), y para el 26 de abril tiene un 90% de caída de pétalos.
'Ersinger Frühzwetsche' tiene una talla mediana a grande de forma ovalados alargados, peso promedio 32.20 g;epidermis tiene una piel púrpura rojizo a negro azulado, recubierta de ligera pruina, fina, azulada, perfumada y decorada con pequeños puntos de "ruginoso"-"russetting"; sutura dorsal con un surco estrecho y poco profundo recubierta de ligera pruina; pedúnculo de longitud mediano, fuerte, leñoso, con escudete muy marcado, muy pubescente, con la cavidad del pedúnculo estrecha, poco profunda, rebajada en la sutura y más levemente en el lado opuesto;pulpa de color amarillo verdoso, textura es suave y muy jugoso, si se prensa la fruta, se produce un jugo de color amarillento, las frutas completamente maduras desarrollan un sabor dulce y refrescante con buen sabor especiado.
Hueso muy libre, ovalada irregular, aplanada, con superficies ligeramente picadas, asimétrico, con el surco ventral claramente alada; Surco dorsal con un surco estrecho y poco profundo, superficie rugosa.
Su tiempo de maduración es media, alrededor de mediados a finales de agosto, con un alto rendimiento, y un fácil transporte.

## Usos
'Ersinger Frühzwetsche' es muy versátil, se puede utilizar tanto para consumo como para cocinar, hornear, secar.